# Tough (Lied)
Tough (englisch für „zäh“) ist ein Lied der US-amerikanischen Popsängerin Lana Del Rey und des US-amerikanischen Rappers Quavo aus dem Jahr 2024.

## Entstehung und Artwork
Das Lied wurde von den beiden Interpreten Lana Del Rey (Elizabeth Grant) und Quavo (Quavious Marshall), zusammen mit den Koautoren Jack Antonoff, Nick Bailey, Maddox Baston, Josh Dorr, Jaxson Free, Clayton Johnson, Benny Negrin, Henry Walter (Cirkut), Andrew Watt und Elysse Yulo, geschrieben. Die Autoren Cirkut und Watt zeichneten darüber hinaus auch für die Produktion verantwortlich.
Auf dem Frontcover der Single sind – neben Liedtitel und Interpretenangabe – Del Rey und Quavo zu sehen. Es zeigt die beiden nebeneinanderstehend, mit dem Rücken zu Kamera. Sie lehnen dabei an eine Art Brüstung an, vor dieser wiederum große, dichte Hecken gewachsen sind. Inmitten des Bildes sind Reflexionen von Sonnenstrahlen zu erkennen.

## Veröffentlichung und Promotion
Die Erstveröffentlichung von Tough erfolgte als Single am 3. Juli 2024. Diese erschien als digitaler Einzeltrack zum Download und Streaming bei den Musiklabels Motown und Quality Control Music (Katalognummer: 24UMGIM34897). Für den Vertrieb zeichnete die Universal Music Group verantwortlich, verlegt wurde das Lied durch Poptimistic Music, Andrew Watt Music und Where Da Kasz At. Darüber hinaus fungierte Kobalt Music Publishing als Subverlag. Am 4. Oktober 2024 erschien ein Remix von Channel Tres als Einzeltrack sowie eine Woche später ebenfalls ein Remix von Gravagerz.
Um das Lied zu bewerben, wurde erstmals am 9. Mai 2024 ein Snippet auf Instagram geteilt. Ein zweites folgte am 19. Juni 2024. Am folgenden Tag trat Del Rey im Rahmen ihrer Festivaltour im Bostoner Fenway Park auf, wobei es zu einem Gastauftritt Quavos kam. Nach der Veröffentlichung des Liedes wurde ein Ausschnitt von Del Rey und Quavo, während des gemeinsam Aufnahmen, auf Instagram geteilt.

## Hintergrund
Erste Spekulationen um eine Zusammenarbeit zwischen Del Rey und Quavo kamen auf, als sie zusammen gesehen wurden, wie sie am 3. Februar 2024 nach Clive Davis’ Pre-Grammy-Gala den Fleur Room in Los Angeles zusammen verließen. Auf die Frage der Paparazzi, ob die beiden jemals zusammenarbeiten würden, antwortete Quavo: „Wir haben Hits“ („We’re having hits“).

## Inhalt
Der Liedtext zu Tough ist in englischer Sprache verfasst, der Titel bedeutet ins Deutsche übersetzt so viel wie „zäh“. Die Musik und der Text wurden gemeinsam von Jack Antonoff, Nick Bailey, Maddox Baston, Cirkut, Lana Del Rey, Josh Dorr, Jaxson Free, Clayton Johnson, Benny Negrin, Quavo, Andrew Watt und Elysse Yulo getextet beziehungsweise komponiert. Musikalisch handelt es sich hierbei um ein Lied aus den Bereichen des Country, Hip-Hops und der Popmusik, mit Alternative-Pop- und Trap-Elementen. Das Tempo beträgt 85 Schläge pro Minute. Die Tonart ist as-Moll.
Inhaltlich geht es in dem Stück darum, dass man harte und schwere Zeiten überstanden habe. Man habe tun müssen, was zu tun gewesen sei, dies habe einen „härter“ beziehungsweise „zäher“ gemacht und einen gestärkt hervorgehen lassen. Die Widerstands- und Zähigkeit verdeutlichen die beiden Musiker im Refrain mittels verschiedenen Vergleichen, wie ein abgenutzter Lederstiefel, ein Arbeiter, eine .38 Special oder Getränke, die Großväter zu sich nehmen. Sie selbst bezeichnen sich als zäh wie geschliffene Diamanten im Rohzustand.
Aufgebaut ist das Lied auf zwei Strophen, einem Refrain, einer Bridge sowie einem Outro. Es beginnt zunächst mit dem Refrain, der als Achtzeiler verfasst wurde und von Del Rey interpretiert wird. Auf diesen folgt die erste Strophe, die sich ebenfalls aus acht Zeilen zusammensetzt und von Quavo gerappt wird. Del Rey ist hierbei an zwei Stellen im Hintergrund zu hören. An die erste Strophe schließt sich zunächst der von Quavo interpretierte, vierzeilige Prechorus an, ehe erneut der Refrain einsetzt, der diesmal von beiden Musikern interpretiert wird. Der gleiche Aufbau wiederholt sich mit der zweiten Strophe, nur wird diese durch beide Musiker interpretiert. Der Prechorus wurde nach der zweiten Strophe durch die ebenfalls vierzeilige Bridge, als musikalisches Zwischenspiel, ersetzt. Nach dem dritten Refrain endet das Lied mit dem Outro, das eine Art Dialog zwischen Del Rey und Quavo darstellt, in dem Quavo Del Rey fragt, ob sie mit in den Norden komme wolle („You wanna come to the Nawf?“) und diese schließlich darauf antwortet, sich revanchieren zu wollen, sobald sie dort sei („I’ll give it back when I get there“).

## Musikvideo
Das Musikvideo zu Tough feierte seine Premiere am 3. Juli 2024 auf der Videoplattform YouTube. Dieses zeigt hauptsächlich Ausschnitte von Del Rey und Quavo, die in ländlicher Idylle vor verschiedenen Fahrzeugen oder auf der Veranda einer Holzhütte miteinander singen oder herumturteln. Das Video endet damit, dass Del Rey auf dem Beifahrersitz sitzt und Quavo anlächelt, der einen Pick-up fährt. Die Gesamtlänge des Videos beträgt 3:31 Minuten. Das Video wurde hauptsächlich vom US-amerikanischen Filmemacher und Fotograf Wyatt Spain Winfrey inszeniert, mit zusätzlicher Regie von Lana Del Rey und Quavo selbst. Bis Februar 2025 zählte das Musikvideo über 21,7 Millionen Aufrufe bei YouTube.

## Mitwirkende
| Liedproduktion - Jack Antonoff: Komposition, Liedtext - Nick Bailey: Komposition, Liedtext - Maddox Baston: Komposition, Liedtext - Josh Dorr: Komposition, Liedtext - Jaxson Free: Komposition, Liedtext - Elizabeth Grant (Lana Del Rey): Begleitgesang, Gesang, Komposition, Liedtext - Clayton Johnson: Komposition, Liedtext - Quavious Marshall (Quavo): Komposition, Liedtext, Rap - Benny Negrin: Komposition, Liedtext - Henry Walter (Cirkut): Komposition, Liedtext, Musikproduktion - Andrew Watt: Komposition, Liedtext, Musikproduktion - Elysse Yulo: Komposition, Liedtext | Unternehmen - Kobalt Music Publishing: Subverlag - Motown: Musiklabel - Poptimistic Music: Musikverlag - Quality Control Music: Musiklabel - Universal Music Group: Vertrieb - Andrew Watt Music: Musikverlag - Where Da Kasz At: Musikverlag Musikvideo - Lucas Cook: Schnitt - Elizabeth Grant (Lana Del Rey): Regie - Quavious Marshall (Quavo): Regie - Wyatt Winfrey: Regie |

## Rezensionen
Ashley Iasimone von Billboard rezensierte: „Ein bisschen Country, ein bisschen Trap und Alternative-Pop, der von Andrew Watt und Cirkut produzierte Titel hat einen verträumten Refrain, den man nur schwer aufhören kann zu summen, wenn das Lied vorbei ist.“
Robin Murray vom Clash-Magazin bezeichnete das Lied als „Country-Trap-Meisterklasse“ und vergab acht von zehn Punkten.
Christoph Sepin von FM4 beschrieb Tough als „Americana-Sentimentalität“. Was zwischen Del Rey und Quavo laufe sei egal, das literarische Ich stehe drüber und da seien das einfach zwei Liebhaber in schönster Americana-Optik: Ami-Flagge und fetter Truck, Würfel hängen am Rückspiegel runter, Einöde, Holzzäune, mit der Flinte wird auf leere Dosen geballert, wie im Western, wie in der einen Serie mit Kevin Costner. „Tough“ müsse man sein, hart, für so ein Leben. Das wolle man den Zuhörern da erzählen. „Tough like the scuff on a pair of old leather boots“ reime sich gut. Hart und zäh, wie die Sohle, das abgeriebene Gummi und Leder von den alten Lederstiefeln, die da in der Ecke stünden. Und der Staub schwirre durchs Zimmer und die Sonne blitze durchs Fenster und draußen sei es heiß: „Life’s gonna do what it does, sure as the good Lord’s up above“. Sommersentimentalität sei das Haus-und-Hof-Genre von Del Rey. Summer Bummer, Summertime Sadness und hier jetzt: verschwitzt, müde, nachts kann man kaum schlafen bei der Hitze auf der Ranch („Still shining, and that’s hard“). Sich an so simplen Bildern bedienen könne man machen. Es ist, wie es ist, da könne man nichts machen. Lethargie und Fatalismus seien schon lang beste Freunde von Lana Del Reys Autorenschaft.
Philipp Kressmann von 1 Live ist der Meinung, dass Tough Trap mit Country-Musik-Elementen verbinde. Del Rey habe in der Vergangenheit bereits öfters mit Hip-Hop-Musikern zusammengearbeitet, wie in Groupie Love (ASAP Rocky) oder Summer Bummer (ASAP Rocky und Playboi Carti), doch einen so offensichtlichen Trap-Anstrich habe es in ihren Liedern bisher noch nie zu hören gegeben. Gleichzeitig gebe es vor allem anfangs leichte Country-Vibes, die spätestens seit Beyoncé und Post Malone wieder trenden würden.
Thomas Kramar von der Presse schlussfolgert, dass spätestens seit Beyoncé sich mit ihrem Album Cowboy Carter dem Country zugewandt hat und Bob Dylan mit Willie Nelson auf Tour ist, sei dieser Stil, sollte er je aus dem Pop-Zeitgeist gefallen sein, zweifelsfrei wieder hip. Wie Dylan könne Del Rey mit einigem Recht „Ich war schon lang dort!“ rufen: Die Mythen des Wilden Westens hätten in ihren Liedern, zart neurotisiert natürlich, stets einen Platz gehabt. Del Rey und Quavo (teilweise mit Autotune) würden mit einer fast schon ins Schläfrige tendierenden Lässigkeit singen. Den Titel mit „hart“ zu übersetzen, wäre zu simpel: Das verwandte deutsche Wort „zäh“ passe schon besser, ein Hauch von Bodenständigkeit komme dazu. „Tough like the stuff in your grandpa’s glass“, singe Del Rey. Was trinkt der Opa? Man stelle sich rauchigen Whiskey vor, oder herben Rotwein, mit Bodensatz. So klinge der Zwiegesang auch, in dem es um Ungemach gehe, das man überstanden habe und einen noch zäher gemacht habe. Man müsse tun, was man tun müsse. Dazu schicksalsschwere Gitarren, zäh und schön.

## Kommerzieller Erfolg

### Chartplatzierungen
Tough stieg am 12. Juli 2024 auf Rang 38 der deutschen Singlecharts ein, was zugleich die beste Platzierung darstellt. Die Single platzierte sich drei Wochen am Stück in den Top 100, letztmals in der Chartwoche vom 26. Juli 2024. In den deutschen Downloadcharts erreichte das Lied Rang 40 (12. Juli 2024), in den New Entry Airplaycharts Rang 42 (16. August 2024) und den Airplaycharts Rang 76 (16. August 2024).
Darüber hinaus erreichte das Lied mit Rang sieben die Top 10 in Griechenland, mit Rang 18 die Top 20 in der Schweiz sowie Chartplatzierungen in Neuseeland (Rang 23), Irland (Rang 24), Kanada (Rang 28), dem Vereinigten Königreich (Rang 32), den Vereinigten Staaten (Rang 33), Norwegen (Rang 39), Australien (Rang 40) und Frankreich (Rang 81).
Für Del Rey avancierte Tough zum 39. Charthit im Vereinigten Königreich sowie zum 25. in der Schweiz, den 19. in Österreich, 18. in Deutschland und den 17. in den Vereinigten Staaten. Quavo landete hiermit seinen 42. Charthit in den Vereinigten Staaten sowie den 13. im Vereinigten Königreich, den elften in Österreich, zehnten in der Schweiz und den neunten in Deutschland.
| ChartsChartplatzierungen       | Höchstplatzierung | Wochen |
| ------------------------------ | ----------------- | ------ |
| Deutschland (GfK)              | 38 (3 Wo.)        | 3      |
| Österreich (Ö3)                | 32 (2 Wo.)        | 2      |
| Schweiz (IFPI)                 | 18 (5 Wo.)        | 5      |
| Vereinigte Staaten (Billboard) | 33 (5 Wo.)        | 5      |
| Vereinigtes Königreich (OCC)   | 32 (6 Wo.)        | 6      |

### Auszeichnungen für Musikverkäufe
| Land/Region         | Auszeichnungen für Musikverkäufe (Land/Region, Auszeichnung, Verkäufe) | Verkäufe |
| ------------------- | ---------------------------------------------------------------------- | -------- |
| Brasilien (PMB)     | Platin                                                                 | 40.000   |
| Griechenland (IFPI) | Gold                                                                   | 10.000   |
| Insgesamt           | 1× Gold · 1× Platin ·                                                  | 50.000   |

Hauptartikel: Quavo/Auszeichnungen für Musikverkäufe